# SIGCONT
В POSIX-системах, SIGCONT — сигнал, посылаемый для возобновления выполнения процесса, ранее остановленного сигналом SIGSTOP или другим сигналом (SIGTSTP, SIGTTIN, SIGTTOU).
SIGCONT — целочисленная константа, определенная в заголовочном файле signal.h. Символьные имена сигналов используются вместо номеров, так как в разных реализациях номера сигналов могут различаться.

## Этимология
SIG — общий префикс сигналов (от англ. signal), CONT — сокращенное написание англ. continue — продолжить.

## Использование
Сигнал SIGSTOP, посланный процессу приостанавливает его выполнение. Выполнение процесса будет возобновлено только после получения сигнала SIGCONT.
Кроме всего прочего, SIGSTOP и SIGCONT используются в механизме управления заданиями (англ. job control) командных оболочек Unix.